# گایال: یک‌بار دیگر
گایال: یک‌بار دیگر (به هندی: Ghayal: Once Again) فیلمی است محصول سال ۲۰۱۶ و به کارگردانی سانی دئول است. در این فیلم بازیگرانی همچون سانی دئول، اوم پوری، شیوام پاتیل، نیها خان، سوها علی خان، نارندا جیها، نادیرا بابار، ذاکر حسین، هارش چاهایا ایفای نقش کرده‌اند.
این فیلم دنباله فیلم گایال است.

## جستارهی وابسته
- گایال